# Shipki La
Der Shipki La (Hindi शिपकी ला, chinesisch 什布奇山口) ist ein Gebirgspass im Himalaya an der indo-tibetischen Grenze, der den indischen Bundesstaat Himachal Pradesh mit dem Autonomen Gebiet Tibet in China verbindet.
Die Straße über den 3930 m hohen Pass verläuft östlich des tief eingeschnittenen felsigen Tals des Satluj in einem Gebiet, das von China beansprucht wird. Sie beginnt bei dem indischen Dorf Up Mohal Khabo und endet bei dem Dorf Shibuki im Bezirk Ngari in Tibet. Am Pass selbst  stehen nur einige Häuser der indischen Grenzkontrolle.
Der 1994 eröffnete Pass war der zweite Grenzübergang, der nach dem Indisch-Chinesischen Grenzkrieg von 1962 wieder geöffnet wurde (als erster wurde 1992 der Lipulekh-Pass in Uttarakhand wieder geöffnet; 2006 folgte der Nathu La in Sikkim). Er ist nur für Gebietsansässige geöffnet und im Winter geschlossen.
Es gibt Ideen, ihn zu einer Verbindung zwischen China und dem Arabischen Meer auszubauen, da die Strecke kürzer und einfacher als der Karakorum Highway wäre.